# Plantenrechten
Plantenrechten zijn rechten die aan planten kunnen toegekend worden. In de discussie hierrond wordt doorgaans verwezen naar mensenrechten, dierenrechten, ecocentrisme, biocentrisch altruïsme of sentiëntisme.

## Filosofie en religie
Aristoteles (4e eeuw v.Chr.) beschouwde in De Anima planten nog als “onbezield”, dit in tegenstelling tot Democritus (460-370 v.Chr.). In de utopische satire Erewhon (1872) laat Samuel Butler een filosoof pleiten voor de "Rechten van Groenten". In de jaren 1930 pleitte de Amerikaanse ecoloog Aldo Leopold voor een land ethic, waarin ook het bodemleven, water, planten en dieren worden opgenomen. In 1972 publiceerde Christopher D. Stone zijn theorie over de rechten van bomen. Voor dierenrechtenfilosoof Tom Regan (1938-2017) hebben dieren rechten omdat ze een bewustzijn vertonen, wat niet het geval is bij planten. Maar Michael Marder, filosoof aan de Universiteit van Baskenland, besluit op grond van de moderne plantenfysiologie dat planten een bewustzijn hebben, en dus een subjectief recht bezitten. Milieuethicus Paul W. Taylor (1923-2015) formuleerde het biocentrisme, een ethiek die inherente waarde toekent aan alle levende wezens.
In de oosterse religies, meer bepaald in het hindoeïsme en jaïnisme, behoort de bescherming van planten tot de spirituele tradities.

## Wetenschap
In de plantenfysiologie worden de levensverrichtingen van planten bestudeerd. Daaruit blijkt onder meer de veelzijdige respons van planten op gebeurtenissen in hun omgeving. Ook bestsellerauteurs als Stefano Mancuso ("Briljant groen") en Peter Wohlleben ("Het verborgen leven van bomen") vestigden de aandacht op de veelzijdigheid van planten in het algemeen. Mancuso pleit onomwonden voor "erkenning van de rechten van de plant".

## Wetgeving
In vele landen kunnen merkwaardige bomen of veteraanbomen weliswaar nu al een officiële bescherming krijgen als erfgoed(monument), maar dit houdt geen erkenning van rechten in.
De Zwitserse grondwet erkent weliswaar niet uitdrukkelijk de rechten, maar wel de "waardigheid" van alle organismen, planten en dieren, en de overheid werkt sedert 1998 aan ethische normen in de niet-menselijke biotechnologie.
In december 2018 erkende de White Earth Indian gemeenschap, een onderdeel van het inheems Noord-Amerikaanse Ojibweg-volk de Rights of Manoomin of rechten van de wilde rijst, een primeur.
In Frankrijk werd op 5 april 2019 symbolisch de "Verklaring van de rechten van de boom" (Déclaration des droits de l’arbre) afgekondigd, als een oproep om spoedig aangepaste wetgeving op te stellen.

## Politiek
In Nederland werd in 2010 een nieuwe "Partij voor de Planten" voorgesteld.